# Pomona (New Jersey)
Pomona – jednostka osadnicza w stanie New Jersey, w hrabstwie Atlantic. Liczba mieszkańców 7124 {2010).

## Osoby związane z Pomona
- Milton George Henschel